# English Electric Thunderbird
Pour les articles homonymes, voir Thunderbird.
L'English Electric Thunderbird était un missile sol-air britannique produit pour l'armée du Royaume-Uni. Il était prévu initialement pour attaquer les cibles volant le plus haut et à des distances d'au-moins 30 miles.
Les canons anti-aériens étaient toujours d'actualité pour engager les cibles volant plus bas. Ce missile fut la seule arme lourde sol-air du Royaume-Uni et ne fut jamais remplacé après avoir été retiré du service.

## Historique

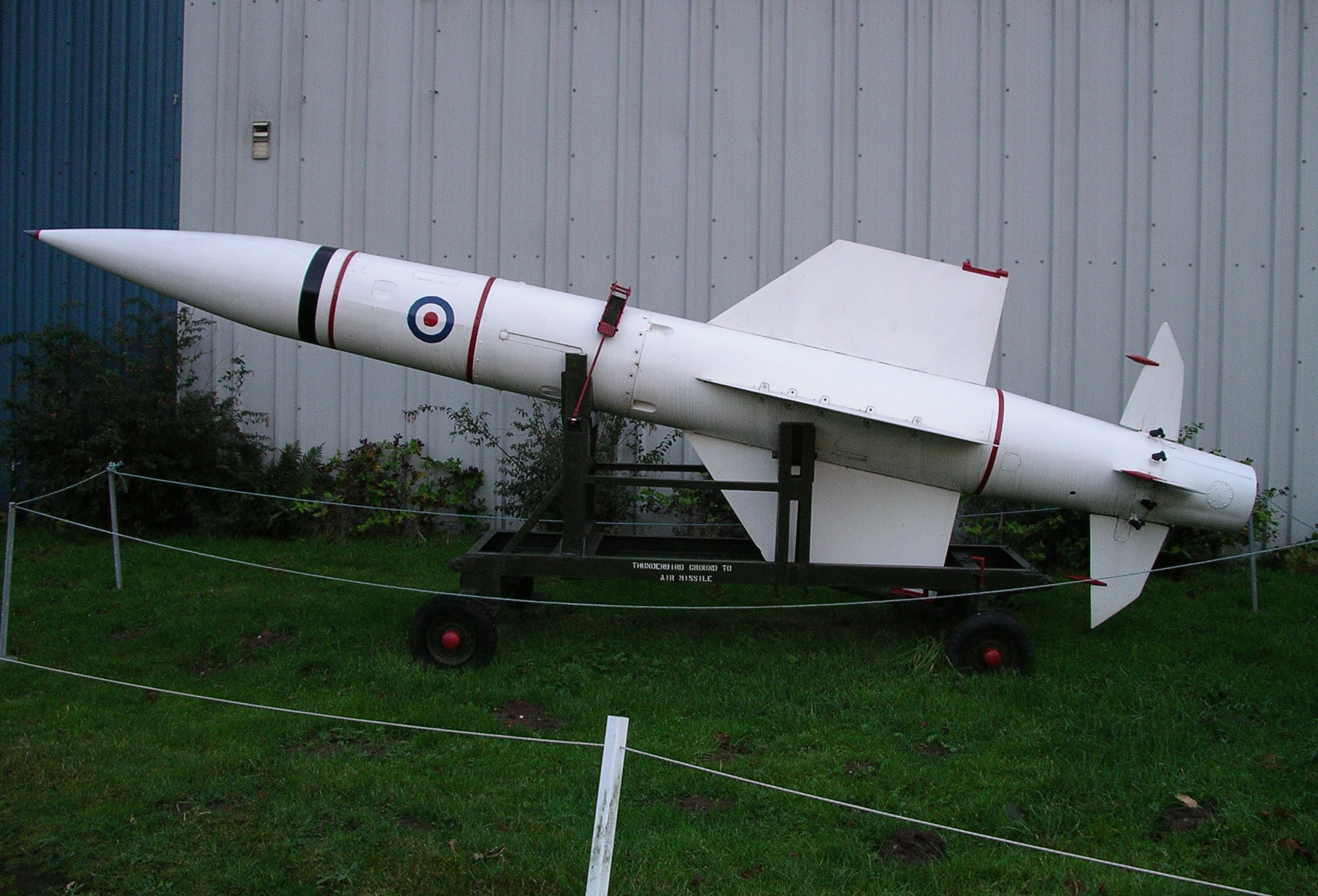
Missile Thunderbird, lors d'une exposition du Midland Air Museum, Angleterre.

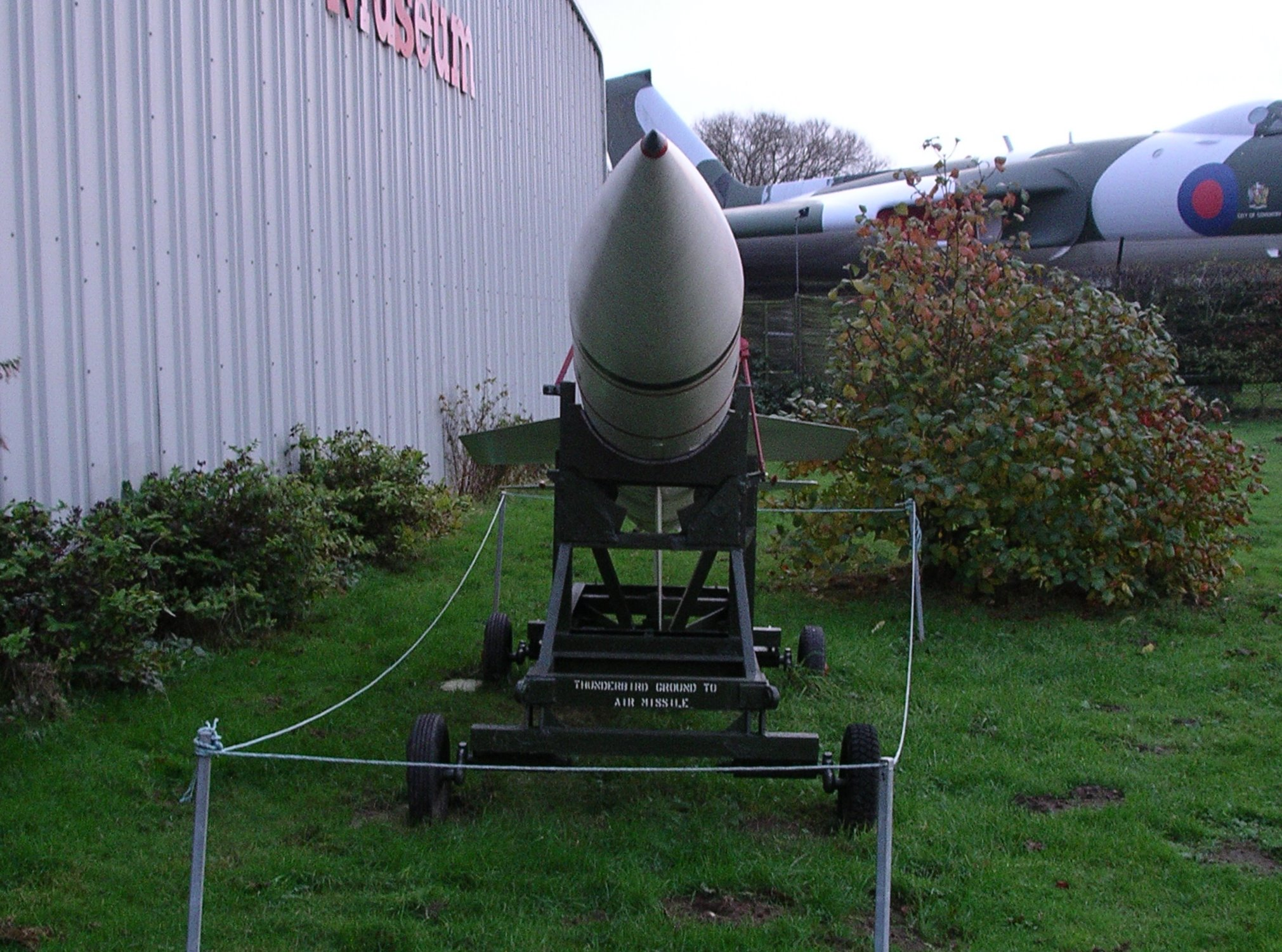
Thunderbird, vue de face.

### Le«Stage Plan»
Le Thunderbird naquit d'une proposition faite à English Electric, en 1949, pour le développement d'un missile procurant une défense anti-aérienne aux soldats de l'armée britannique sur le terrain. De même, il devait remplacer l'antique canon QF 3,7 pouces, qui avait parfaitement rempli son rôle pendant la Seconde Guerre mondiale. De même que pour le canon, le missile devait être mis en œuvre par l'artillerie royale. La firme English Electric créa une division des systèmes guidés entièrement destinée à sa conception.
Alors que le projet démarrait, le Ministère de l'Approvisionnement commença à travailler sur ce qui allait devenir le « Stage Plan », un plan qui envisageait une approche en plusieurs étapes de la conception d'un réseau de réseau de défense aérienne, comprenant des nouveaux radars, des intercepteurs et des missiles.
Comme les missiles étaient la technologie la moins connue, car récente, le ministère décida de séparer leur déploiement en deux niveaux (« stages », en anglais). Le Stage 1 concernait les missiles d'une portée n'excédant pas 20 miles, ayant des capacités d'engagement contre des attaquants subsoniques ou légèrement supersoniques, dans le domaine des moyennes à hautes altitudes. Les missiles de niveau 1 seraient utilisés pour protéger les bases des bombardiers « V » sur le territoire anglais et les militaires anglais sur le terrain. Les missiles de niveau 1 seraient ensuite remplacés dans les années '60 par ceux de niveau 2, étant dotés de caractéristiques plus importantes et étant basés sur le missile Green Sparkler. Les missiles de niveau 2 (« stage 2 ») devaient être plus rapides, aller plus haut, plus loin, et avec une vitesse supérieure.
Deux candidatures furent acceptées pour le projet initial de missiles stage 1 : le projet existant d'English Electric, sous le nom de code « Red Shoes », et celui de Bristol, le « Red Duster » (qui entra en service sous le nom de Bristol Bloodhound). Les efforts de la Bristol furent assez similaires à ceux de sa concurrente English Electric sur beaucoup de points, même si leur système offrait moins de mobilité mais compensait par une portée plus importante. La firme Ferranti serait chargée de développer un système de guidage et d'autodirecteur à radar unique pour le Red Duster. Le radar d'illumination de la cible était « Yellow River » de RDDE, construit par British Thomson-Houston.

### Développement et caractéristiques

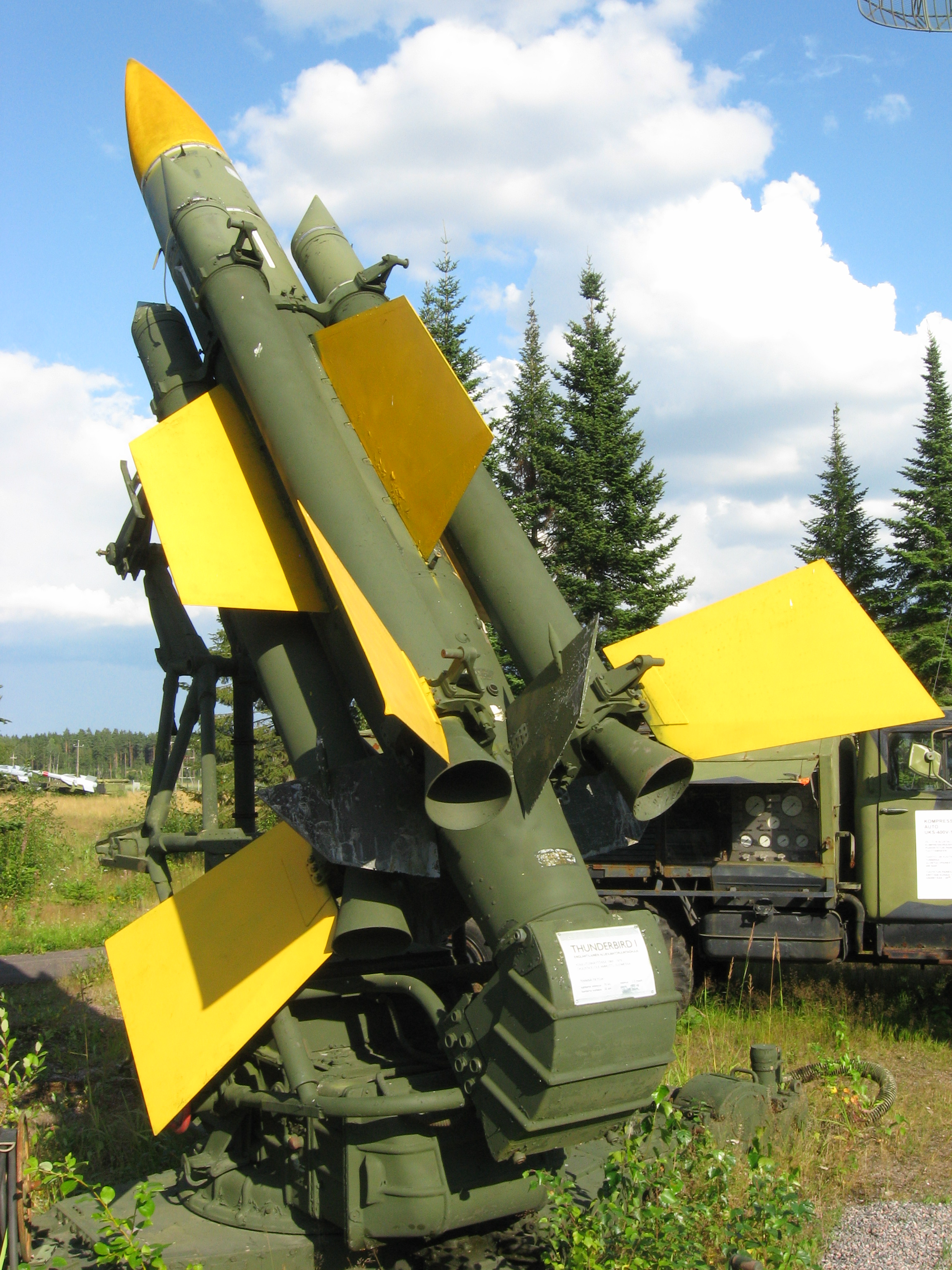
Présentation colorée d'une structure de Thunderbird, au Musée anti-aérien de Tuusula, en Finlande.

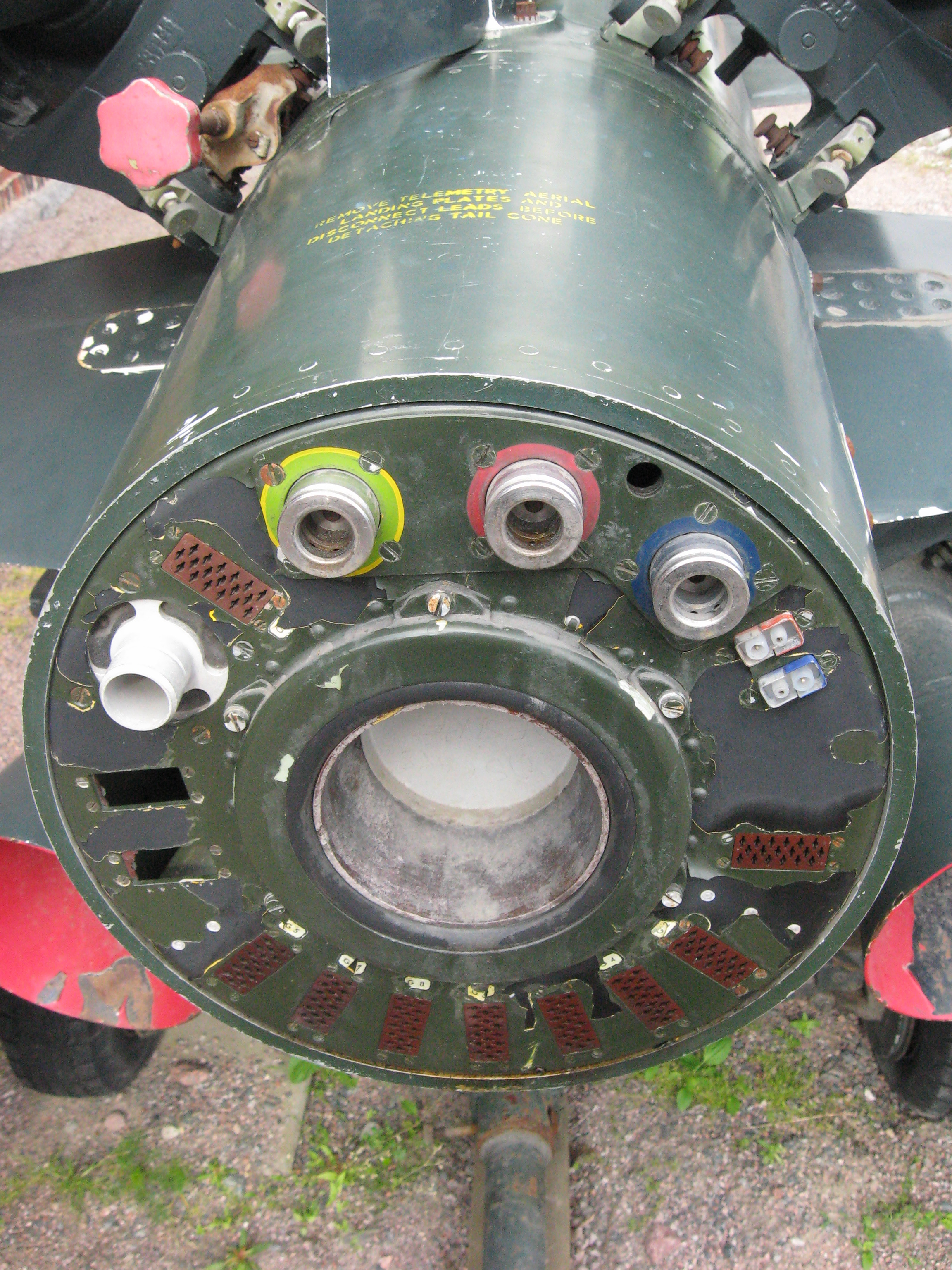
Vue en détail des connecteurs situés à l'arrière du missile. Musée de l'Artillerie de la Finlande, Hämeenlinna.

Le concept d'English Electric se développa rapidement, sous la forme d'un fuselage cylindrique très simple, équipé d'un cône de nez en ogive, 4 ailes en delta tronquées juste en arrière du centre du fuselage et 4 surfaces de contrôle plus petites, alignées et placées plus loin vers l'arrière du fuselage. Le bout du fuselage se terminait par une section resserrée juste après les plans de contrôle. La propulsion du missile devait être assurée par un moteur-fusée à ergols liquides spécialement développé pour lui. Il serait lancé par 4 accélérateurs à poudre « Gosling », installés entre les surfaces portantes et les gouvernes. Ces boosters étaient dotés de leur propre dérive, d'une taille importante, et étaient facilement reconnaissables grâce à la présence d'une petite surface plane au bout de cette dérive. Aidée par la forme asymétrique du cône des boosters, cette dernière créait une traînée aérodynamique supplémentaire sur les boosters et participait à faciliter leur séparation après leur largage.
Le guidage était effectué grâce à un radar semi-actif, le radar à impulsions Ferranti Type 83 (nom de code « Yellow River »), qui servait à-la-fois de système d'acquisition et d'illumination de cible. Le même radar était employé également chez son concurrent de l'époque, le Red Duster.

### Début des essais
Lors de la phase des tests, on utilisa des véhicules de développement, nommés D1 à D4. Les D1 et D2 résolurent les problèmes basiques de configuration, alors que les D3 et D4 furent utilisés pour tester l'aérodynamique du projet. L'armée rejeta rapidement l'idée d'employer des carburants liquides pour la propulsion, en-raison de la difficulté que représentait le maniement d'éléments aussi réactifs, et ce fut donc un système à propergols solides qui dut être choisi en solution de remplacement. Plusieurs modèles de propulseurs furent essayés, la plupart d'entre eux étant connus sous le nom de LTV, pour « Luton Test Vehicle ».
Alors que les épreuves du Red Shoes débutaient, la compétition prit officieusement forme lorsque l'adversaire Red Duster commença également ses tests. Ce dernier révéla rapidement qu'il était sujet à de nombreux problèmes, et l'armée commença à perdre toute forme d'intérêt envers lui. Finalement ses problèmes furent assez rapidement résolus et il entra même en service légèrement avant le Red Shoes.
Le missile Red Shoes de production prit le nom officiel de « Thunderbird ». Il entra officiellement en service en 1959 et équipa les 36e et 37e Heavy Air Defence Regiment's de l'artillerie royale. Il fut le premier missile totalement britannique (conçu et produit au Royaume-Uni) à entrer en service dans l'armée britannique). L'un de ces missiles est actuellement exposé à l'extérieur du Midland Air Museum, à Warwickshire et un autre exemplaire est présenté sur son lanceur au musée de l'Artillerie Royale de la ville Woolwich, également en Angleterre.

### Poursuite du développement
Alors que le développement des missiles de niveau 1 (stage 1) était toujours d'actualité, les travaux sur les systèmes de niveau 2 (stage 2) s'avérèrent trop en avance sur les systèmes de pointe du moment, à tel-point qu'il devenait difficile d'envisager une utilisation réaliste de ces systèmes, alors que les Red Shoes et Red Duster étaient encore largement d'actualité. Dans le même temps, les avancées technologiques dans le domaine des radars allaient grandissantes et il fut décidé de concevoir des solutions intermédiaires pour améliorer les caractéristiques des missiles déjà existants. L'emploi de radars à impulsion continue permit d'augmenter de manière significative leurs performances.
Dans le cas du Thunderbird, le concept du « stage 1½ » utilisa le nouveau radar Type 86 « Indigo Corkscrew », qui changea plusieurs fois de nom au-fil de ses évolutions. Il fut un temps appelé « Green Flax » puis un compromis fut choisi après quelques études supplémentaires : « Yellow Temple ». En service, il fut appelé « Radar AD No10 » et était destiné au contrôle de tir. Il améliora de manière importante les performances du missile contre les cibles volant à basse-altitude, en même temps qu'il offrait une résistance élevée aux contre-mesures.
Afin de fournir un soutien aux opérations du Thunderbird, les régiments furent équipés des nouveaux radars « AD No11 » (contrôle tactique, usuellement surnommé « Big Ears », grandes oreilles) et « AD No12 » (calcul d'élévation, surnommé « Noddy »), leur procurant une distance de surveillance plus importante. Marconi appelait ces radars « S303 » et « S404 », alors que la Royal Air Force les désignait « Type 88 » et « Type 89 ». Après avoir quitté le service en 1977, ils furent cédés à la RAF qui les utilisa comme systèmes de contrôle tactique.
Beaucoup de changements furent effectués sur le missile lui-même, au-cours de sa carrière. Même si sa taille demeurait identique, la nouvelle version était équipée de booster's bien plus gros, dotés d'ailes en flèche avant et arrière et d'un cône de nez plus fin et mieux profilé. Les booster's perdaient leur cône asymétrique, mais les plans situés aux bout de leurs dérives voyaient leur surface agrandie. Dans l'ensemble, le missile conservait tout-de-même une apparence générale très proche de celle de sa première version, alors que le Bloodhound était devenu bien plus imposant au-fil de ses évolutions. 
La nouvelle version fut désignée en service sous le nom de Thunderbird 2. Elle entra en service en 1966 et fut déclassée en 1977.

## Utilisateurs
Royaume-Uni
Entré en service, en 1959, dans les forces armées britanniques. Déclassé en 1977.
 Arabie saoudite
37 missiles de seconde main commandés par la force aérienne royale saoudienne, en 1967.
 Finlande
La Finlande entreprit d'acheter les missiles Thunderbird ou Bloodhound au début des années '60. La vente ne fut pas conclue, mais le pays réussit malgré tout à prendre livraison de quelques systèmes d'entraînement à la fin des années '60, utilisés pour l'entraînement jusqu'en 1979. La livraison de ces exemplaires n'incluait pas de charge militaire ou de carburant solide. Deux missiles sont exposés dans des musées, l'un à Hämeenlinna et l'autre à Tuusula.
Des négociations furent également entreprises avec la Libye et la Zambie.